# Élections législatives guinéo-portugaises de 1972
Les Élections législatives guinéo-portugaises de 1972 ont lieu entre août et octobre 1972 dans les parties de la Guinée portugaise détenues par le mouvement rebelle du  Parti africain pour l'indépendance de la Guinée et du Cap-Vert (PAIGC).

## Contexte
Les élections n'ont pas lieu dans les zones contrôlées par les Portugais, c'est-à-dire Bissau, Bolama, les îles Bissagos et Bafatá.
Lors des élections régionales organisées au préalable pour pourvoir les 273 membres de 11 conseils régionaux, la liste unique de candidats du PAIGC est approuvée par 97% des électeurs avec une participation de 93,4%. Le nombre de personnes votant représentait environ 32 % de la population en âge de voter.

## Système électoral
Les élections ont lieu au suffrage indirect. Les conseillers régionaux élisent à leur tours 91 des 120 membres de l'Assemblée nationale. Les 29 sièges restants censés représenter les quatre régions encore sous contrôle portugais sont choisis par le PAIGC.
Les élections durent six semaines, avec des bulletins de vote imprimés en république de Guinée voisine et transportés à pied dans tout le pays.

## Résultats
| Partis                   | Partis                                                                 | Voix   | %      | Sièges |
| ------------------------ | ---------------------------------------------------------------------- | ------ | ------ | ------ |
|                          | Parti africain pour l'indépendance de la Guinée et du Cap-Vert (PAIGC) | 75 163 | 96,97  | 120    |
|                          | Contre                                                                 | 2 352  | 3.03   | –      |
|                          |                                                                        |        |        |        |
| Total                    | Total                                                                  | 77 515 | 100,00 | 120    |
| Inscrits / participation | Inscrits / participation                                               | 83 000 |        |        |

## Conséquences
La nouvelle Assemblée nationale se réunit pour la première fois à Boe le 24 septembre 1973.